# Formica sanguinea
Formica sanguinea es una especie de hormiga del género Formica, familia Formicidae. Fue descrita científicamente por Latreille en 1798.
Se distribuye por islas Canarias, Canadá, Estados Unidos, Afganistán, Armenia, China, Georgia, India, Irán, Japón, Kazajistán, Kirguistán, Mongolia, Corea del Norte, Pakistán, Corea del Sur, Turquía, Albania, Andorra, Austria, islas Baleares, Bielorrusia, Bélgica, Bulgaria, Croacia, República Checa, Dinamarca, Estonia, Finlandia, Francia, Alemania, Gibraltar, Grecia, Hungría, Italia, Letonia, Lituania, Luxemburgo, Macedonia, Moldavia, Países Bajos, Noruega, Polonia, Portugal, Rumanía, Rusia, Eslovaquia, Eslovenia, España, Suecia, Suiza, Ucrania y Reino Unido. Se ha encontrado a elevaciones de hasta 3536 metros. Vive en microhábitats como rocas, piedras, troncos, nidos y forraje.